# Before You Walk Out of My Life
A Before You Walk Out of My Life Monica amerikai énekesnő második kislemeze első, Miss Thang című stúdióalbumáról. Producere a Soulshock & Karlin duó. Az Egyesült Államokban dupla A oldalas kislemezként jelent meg a Like This and Like That című számmal.
A Before You Walk Out of My Life Monica második listavezető dala lett a Billboard Hot R&B/Hip-Hop Songs slágerlistán. A Billboard Hot 100-on a 7., a brit kislemezlistán a 22. helyet érte el. Az USA-ban platinalemez; az 1996 legjobb Hot 100 slágereit felsoroló listán a 38. helyet érte el.

## Számlista
CD maxi kislemez
1. Before You Walk Out of My Life (Radio Edit) – 3:58
2. Before You Walk Out of My Life (Pete Rock Remix) – 4:56
3. Before You Walk Out of My Life (Tony Rich Remix) – 4:57
4. Before You Walk Out of My Life (Mike Dean Remix) – 4:55

CD maxi kislemez
1. Before You Walk Out of My Life (Album version)
2. Like This and Like That (Album version)
3. Before You Walk Out of My Life (Mike Dean Mix)
4. Like This and Like That (All Star Mix)
5. Before You Walk Out of My Life (Pete Rock Mix)

CD maxi kislemez
1. Before You Walk Out of My Life (Album version)
2. Like This and Like That (Album version)
3. Before You Walk Out of My Life (Instrumental)
4. Like This and Like That (Instrumental)

12" maxi kislemez (USA)
1. Before You Walk out of My Life (Album version) (4:51)
2. Like This anf Like That (Album version) (4:41)
3. Before You Walk out of My Life (Mike Dean Instrumental) (4:54)
4. Before You Walk out of My Life (Mike Dean Mix) (4:54)
5. Like This and Like That (All Star Mix) (4:34)
6. Before You Walk out of My Life (Pete Rock Mix) (4:56)

12" maxi kislemez (USA)
1. Like This and Like That (Album Version) – 4:41
2. Like This and Like That (Instrumental) – 4:41
3. Like This and Like That (A cappella) – 4:38
4. Before You Walk Out of My Life (Album Version) – 4:51
5. Before You Walk Out of My Life (Instrumental) – 4:50
6. Before You Walk Out of My Life (A cappella) – 4:49

12" bakelit maxi kislemez (USA)
1. Before You Walk Out of My Life (Pete Rock Remix) (4:56)
2. Before You Walk Out of My Life (Mike Dean Remix) (4:54)
3. Before You Walk Out of My Life (Album Mix) (4:53)

Kazetta (USA)
1. Like This and Like That (Album version)
2. Before You Walk Out of My Life (Album version)

## Helyezések
| Slágerlista (1995)             | Legmagasabb helyezések |
| ------------------------------ | ---------------------- |
| USA Billboard Hot 100          | 7                      |
| UASA Billboard Hot R&B Singles | 1                      |
| Brit kislemezlista             | 22                     |
| Új-zélandi RIANZ kislemezlista | 8                      |